# Diva (álbum de Annie Lennox)
Diva es el álbum debut en solitario de la cantante escocesa Annie Lennox, lanzado en abril de 1992 por los sellos Arista Records y RCA Records. Está compuesto por doce canciones (incluyendo ediciones especiales), la mayoría de ellas escritas por Lennox. El álbum llegó al puesto número uno en el Reino Unido, vendiendo allí cerca de 1,2 millones de copias y recibiendo la certificación de disco de platino en cuatro ocasiones. En los Estados Unidos se ubicó dentro de los primeros treinta discos más vendidos del año, recibiendo la certificación doble de platino. El álbum ha vendido cerca de seis millones de copias.

## Lanzamiento
Annie Lennox tomó un receso de Eurythmics para lanzar Diva, su primer álbum en solitario que rápidamente ganó la aceptación de la crítica y el público en general. De este se destaca la total separación de la cantante con su antigua carrera, imponiendo las baladas pop con tendencias de soul sobre las aceleradas y sobre producidas canciones de Eurythmics. 
En 1993, el álbum fue incluido en la lista de los «50 mejores álbumes de 1992» por la revista Q. Rolling Stone lo describió como «el estado artístico entre el pop y el soul» y en 1999 lo incluyó en la lista de las «Grabaciones esenciales de la década de 1990». Muchas de las canciones del álbum fueron lanzadas como sencillos, las más notables son: «Why», «Walking On Broken Glass» y «Little Bird»; este último el más exitoso.
La canción «Keep Young and Beautiful» fue incluida en el CD como pista adicional, ya que la versión original en vinilo solo contenía 10 canciones. Igualmente pasó con  «Step by Step», la cual fue incluida en las ediciones especiales para México y Japón y fue puesta en el lado B del sencillo Precious. Años después fue regrabada por Whitney Houston para la banda sonora de la película The Preacher's Wife, por lo que consiguió notoriedad.
Diva ganó el premio al mejor álbum británico en los BRIT Awards y fue nominado al Grammy en las categorías de álbum del año y mejor interpretación pop femenina.

## Lista de canciones
| N.º | Título                                                                 | Escritor(es)                      | Duración |  |
| 1.  | «Why»                                                                  | Annie Lennox                      | 4:55     |  |
| 2.  | «Walking On Broken Glass»                                              | Annie Lennox                      | 4:12     |  |
| 3.  | «Precious»                                                             | Annie Lennox                      | 5:08     |  |
| 4.  | «Legend in My Living Room»                                             | Annie Lennox y Peter-John Vettese | 3:45     |  |
| 5.  | «Cold»                                                                 | Annie Lennox                      | 4:58     |  |
| 6.  | «Money Can't Buy It»                                                   | Annie Lennox                      |          |  |
| 7.  | «Little Bird»                                                          | Annie Lennox                      | 4:48     |  |
| 8.  | «Primitive»                                                            | Annie Lennox                      | 4:16     |  |
| 9.  | «Stay by Me»                                                           | Annie Lennox                      | 6:26     |  |
| 10. | «The Gift»                                                             | Annie Lennox y The Blue Nile      | 4:52     |  |
| 11. | «Keep Young and Beautiful»                                             | Al Dubin y Harry Warren           | 2:17     |  |
| 12. | «Step by Step» (disponible en la edición especial para Japón y México) | Annie Lennox                      | 4:46     |  |

## Lanzamiento en video
Simultáneo al lanzamiento de Diva, Lennox lanzó una edición especial del álbum en VHS el cual contenía siete videos musicales. Fue dirigido por Sophie Muller, quien había trabajado con la cantante desde que era integrante de Eurythmics. El álbum fue relanzado algunos meses después de su salida al mercado con el nombre de Totally Diva, éste contó con dos videos adicionales que se realizaron después del lanzamiento original.  La única omisión importante fue «Little Bird», cuyo video fue realizado meses después del segundo lanzamiento; la  canción «Stay By Me» tampoco fue incluida. Totally Diva ganó el Grammy en la categoría de mejor video de larga duración.

### Lista de canciones
| N.º | Título                                                        | Duración |  |
| 1.  | «Why»                                                         |          |  |
| 2.  | «Legend in My Living Room»                                    |          |  |
| 3.  | «Precious»                                                    |          |  |
| 4.  | «Money Can't Buy It»                                          |          |  |
| 5.  | «Cold»                                                        |          |  |
| 6.  | «Primitive»                                                   |          |  |
| 7.  | «The Gift»                                                    |          |  |
| 8.  | «Walking On Broken Glass» (a partir del segundo lanzamiento)  |          |  |
| 9.  | «Keep Young and Beautiful» (a partir del segundo lanzamiento) |          |  |

## Listas de popularidad
| 1992           |                         |    |
| Australia      | Australian Albums Chart | 7  |
| Austria        | Austrian Albums Chart   | 3  |
| Estados Unidos | US Billboard 200        | 23 |
| Francia        | French Albums Chart     | 48 |
| Noruega        | Norwegian Albums Chart  | 11 |
| Países Bajos   | Dutch Albums Chart      | 5  |
| Reino Unido    | UK Albums Chart         | 1  |
| Suiza          | Swiss Albums Chart      | 5  |

| Predecesor: Adrenalize de Def Leppard Walthamstow de East 17 | Álbum número uno — UK Album Charts 18 de abril de 1992 — 24 de abril de 1992 6 de marzo de 1993 - 12 de marzo de 1993 | Sucesor: Up de Right Said Fred Are You Gonna Go My Way de Lenny Kravitz |

### Certificaciones
| Certificaciones de Diva |                |            |    |           |
| Alemania                | BVMI           | Oro        | ●  | 100 000   |
| Austria                 | IFPI — Austria | Oro        | ●  | 35 000    |
| Estados Unidos          | RIAA           | 2× Platino | 2▲ | 2 000 000 |
| Reino Unido             | BPI            | 4× Platino | 4▲ | 1 200 000 |

## Créditos y personal
| - Annie Lennox – Voz principal, teclado y composición - Paul Joseph Moore – teclado - Marius de Vries – teclado; además programador - Peter-John Vettese – teclado; además programador y grabador - Edward Shearmur – piano - Kenji Jammer – guitarra; además programador - Steve Lipson – guitarra y teclados; además programador y grabador - Doug Wimbish – bajo - Gavyn Wright - violín - Dave Defries – trompeta - Keith LeBlanc – tambor - Louis Jardim – percusión - Steve Jansen – programador de tambores | - Stephen Lipson - producción - Heff Moraes - grabación e ingeniería - William "Bill" O'Donovan - mezclas - Ian Cooper – masterización - Anton Corbijn – fotografía (portada interna) - Satoshi – fotografía (portada externa) - Laurence Stevens – diseño |